# Ngô Thanh
Ngô Thanh (tiếng Trung giản thể: 吴清, bính âm Hán ngữ: Wú Qīng, sinh tháng 4 năm 1965, người Hán) là chính trị gia nước Cộng hòa Nhân dân Trung Hoa. Ông là Ủy viên dự khuyết Ủy ban Trung ương Đảng Cộng sản Trung Quốc khóa XX, hiện là Thường vụ Thành ủy, Phó Bí thư Đảng tổ, Phó Thị trưởng thường vụ Thượng Hải. Ông từng là Bí thư Đảng ủy, Chủ tịch Sở Giao dịch Chứng khoán Thượng Hải.
Ngô Thanh là đảng viên Đảng Cộng sản Trung Quốc, học vị Cử nhân Tài chính, Tiến sĩ Kinh tế học. Ông có nhiều năm công tác trong lĩnh vực tài chính, chứng khoán, hơn 20 năm ở các cơ quan trung ương trước khi được điều về tham gia lãnh đạo Thượng Hải.

## Xuất thân và giáo dục
Ngô Thanh sinh vào tháng 4 năm 1965 tại huyện Mông Thành, nay thuộc địa cấp thị Bạc Châu của tỉnh An Huy, Cộng hòa Nhân dân Trung Hoa. Ông lớn lên và tốt nghiệp cao trung ở Mông Thành, thi cao khảo vào năm 1983 và đỗ Đại học Tài chính và Kinh tế Thượng Hải, tới thành phố này nhập học hệ tài chính từ tháng 9 cùng năm và tốt nghiệp cử nhân chuyên ngành này vào tháng 7 năm 1987. Sau đó, ông tiếp tục theo học cao học ở Trường Quản lý và Kinh tế công cộng Tài Kinh Thượng Hải và nhận bằng Thạc sĩ Kinh tế từ tháng 7 năm 1989. Vào những năm 2000, ông là nghiên cứu sinh sau đại học của Trường Tài chính công thuộc Đại học Nhân dân Trung Quốc và trở thành Tiến sĩ Kinh tế học. Ngô Thanh được kết nạp Đảng Cộng sản Trung Quốc vào năm 1985 ở Tài Kinh Thượng Hải.

## Sự nghiệp

### Thời kỳ đầu
Tháng 1 năm 1989, sau khi tốt nghiệp Tài Kinh Thượng Hải, Ngô Thanh được tuyển vào Ủy ban Kế hoạch Quốc gia, bắt đầu công tác ở vị trí cán bộ của Ty Tổng hợp. Đến tháng 3 năm 1998, khi ủy ban được cải tổ lại thành Ủy ban Kế hoạch phát triển Quốc gia, ông tiếp tục chuyển sang ủy ban mới, với các ngạch công vụ viên là phó chủ nhiệm rồi chủ nhiệm khoa viên. Sau một khoảng thời gian ở Ủy ban Kế hoạch, ông được chuyển sang Ủy ban Chứng khoán Quốc vụ viện làm cán bộ của Văn phòng Ủy ban. Khi Ủy ban Chứng khoán được cải tổ thành Ủy ban Điều tiết chứng khoán Trung Quốc và nâng lên cấp bộ, ông tiếp tục công tác ở đây và lần lượt là Phó Trưởng phòng Cơ cấu, Trưởng phòng Tổng hợp rồi Phó Chủ nhiệm Bộ Giám sát cơ cấu cấp chính xứ, cấp phó sảnh, thăng chức lên làm Chủ nhiệm bộ này, và rồi chuyển vị trí làm Chủ nhiệm Văn phòng Xử lý rủi ro công ty chứng khoán, Chủ nhiệm Văn phòng Quản lý quỹ.

### Thượng Hải
Tháng 11 năm 2010, sau hơn 20 năm công tác ở các cơ quan tài chính, chứng khoán trung ương, Ngô Thanh được điều về Thượng Hải, về quận ngoại ô Hồng Khẩu nhậm chức Phó Bí thư Quận ủy, Quận trưởng, rồi thăng chức là Bí thư Quận ủy Hồng Khẩu từ tháng 7 năm 2013. Sang tháng 5 năm 2016, ông được bổ nhiệm làm Bí thư Đảng ủy, Chủ tịch Sở Giao dịch Chứng khoán Thượng Hải, cấp phó bộ trưởng. Giữ cương vị này được hơn 1 năm thì ông chuyển vị trí làm Phó Thị trưởng Thượng Hải, Thành viên Đảng tổ Chính phủ Nhân dân thành phố Thượng Hải từ tháng 1 năm 2018, rồi kiêm nhiệm là Chủ nhiệm Văn phòng Kiến thiết Trung tâm Đổi mới thúc đẩy khoa học kỹ thuật Thượng Hải, Chủ nhiệm Ủy ban Quản lý Khu Khai phát sản nghiệp kỹ thuật công nghệ cao Trương Giang Thượng Hải. Ngày 9 tháng 8 năm 2019, ông được bầu và Ủy ban Thường vụ Thành ủy Thượng Hải, phân công là Phó Bí thư Đảng tổ Chính phủ thành phố, và là Phó Thị trưởng thường vụ Thượng Hải. Cuối năm 2022, ông là đại biểu của đoàn Thượng Hải dự Đại hội Đảng Cộng sản Trung Quốc lần thứ XX. Trong quá trình bầu cử tại đại hội, ông được bầu là Ủy viên dự khuyết Ủy ban Trung ương Đảng Cộng sản Trung Quốc khóa XX.